# Convento de San Joaquín y San Pascual
El convento de Franciscanos Descalzos de San Joaquín y San Pascual, en el municipio de Cieza (Región de Murcia, España), es un antiguo conjunto conventual de finales del siglo XVII. Declarado Bien de Interés Cultural en el año 2000. 

## Historia
Se comenzó a construir  en 1685 sobre la ermita y sitio del Señor San Sebastián, extramuros de la ciudad, para hospicio y convento de los Religiosos Franciscanos Descalzos de Nuestro Padre San Francisco de la Provincia de San Juan Bautista, sita en los reinos de Valencia y Murcia, cuya casa y convento más próximo era el de Monasterio de Santa Ana del Monte, en Jumilla.
La fundación del convento tuvo orígenes problemáticos, con ella se quiso atajar la sangrienta rivalidad que dividía en dos bandos la ciudad. El Convento fue edificado por los mismos frailes a cuyo frente se encontraba el reverendo Padre Fray Salvador Avellán. El conjunto es inaugurado en 1699, en él se incluía una huerta de ocho tahúllas cercada por una tapia, con agua procedente de la Fuente del Ojo.
La iglesia fue terminada también en 1699. Entre los años 1701 y 1707 se construyen el Retablo Mayor, las bóvedas, el pavimento de los claustros, remate del Altar Mayor, claustros y portería, y se adquieren el Cristo del Coro y ocho cuadros para el refectorio.
El convento fue desamortizado en 1836 y cedido al Ayuntamiento de Cieza en 1839. Posteriormente se utilizó como Cuartel de la Guardia Civil. En 1876, el Ayuntamiento solicita al Estado que se destine a instrucción pública y se crea el Colegio de «La Purísima y San Luis Gonzaga», que permanece hasta 1885, pasando entonces a ser Asilo de Ancianos. 
Posteriormente, las dependencias del convento han cumplido diversas funciones, albergando una clínica de natalidad. Actualmente el edificio se divide en  dos partes: La Iglesia  y  la parte interior de las dependencias pertenecen a la parroquia y albergan los salones parroquiales y la vivienda del párroco. La zona circundante al claustro, en el cual se localiza una antigua boca de pozo, cumple a su vez las funciones de biblioteca municipal, sala de estudio y sede del centro de estudios históricos fray Pascual Salmerón.

## Arquitectura
La iglesia consta de una sola nave dividida en cuatro tramos, con capillas laterales, cabecera de planta rectangular y coro alto a los pies. El claustro tiene cinco arcos de medio punto por lado y dos plantas. En el centro del patio se conserva un bello brocal de pozo. Las dependencias que rodean el claustro, cubiertas con bóvedas de aristas, constan de tres plantas destinadas a celdas y área de hospicio, excepto la zona perpendicular a la cabecera de la iglesia, donde se encontraban las zonas comunes como el refectorio o la biblioteca. Está cubierto con teja de medio cañón a dos aguas en la zona exterior y a un agua en la zona correspondiente al claustro, con el fin de favorecer la recogida de aguas de lluvia.
Su tipología, responde perfectamente a la instaurada por la Orden Franciscana en todas sus fundaciones, tal como lo describe el propio Padre Salmerón: «La forma del Convento es la común y ordinaria de los Conventos de nuestra descalzez; pero en lo común hay particulares primores, que lo hacen especial. Todo el convento es alegre y devoto, especialmente la iglesia, pues parece que infunde devoción. La obra es de cal y canto, con esquinas de piedra labrada. Salió toda tan fuerte que no ha hecho quebranto por parte alguna, es tan proporcionada y vistosa que es admiración de los que la miran, y comúnmente se atribuyen sus aciertos y primores a las manos que la fabricaron, que fueron las de muchos y grandes siervos de Dios».
En este edificio se pueden observar grandes similitudes con el convento de Santa Ana del Monte, en Jumilla, ya que fue fundado por sus frailes. Los materiales son muy austeros y la decoración se centra exclusivamente en el Vía Crucis y «máximas» franciscanas, distribuidas por las paredes del convento.

## Fuente
- Este artículo incluye contenido derivado de una disposición relativa al proceso de protección, incoación o declaración de un bien cultural o natural publicada en el BOE n.º 183 el 1 de diciembre de 1998 (texto), el cual está libre de restricciones conocidas en virtud del derecho de autor de conformidad con lo dispuesto en el artículo 13 de la Ley de Propiedad Intelectual española.

- Datos: Q5785764